# Eleccions legislatives daneses de 1973
Les eleccions legislatives daneses de 1973 se celebraren el 4 de desembre de 1973. El partit més votat foren els socialdemòcrates, però no fou capaç de formar govern, i aleshores es formà un govern de coalició presidit pel cap del Venstre, Poul Hartling, fins que el 1975 hagué de dimitir i es convocaren noves eleccions.
| Partit                           | Líder             | Vots           | %              | Escons         | +/-            |                |
| -------------------------------- | ----------------- | -------------- | -------------- | -------------- | -------------- | -------------- |
| Socialdemokratiet                | Anker Jørgensen   | 783,145        | 25.6           | 46             | -24            |                |
| Fremskridtspartiet               | Mogens Glistrup   | 485,289        | 15.9           | 28             | Nou            |                |
| Venstre                          | Poul Hartling     | 343,717        | 11.2           | 20             | -7             |                |
| Det Radikale Venstre             | Svend Haugaard    | 216,553        | 7.1            | 13             | -7             |                |
| Det Konservative Folkeparti      | Erik Ninn-Hansen  | 279,391        | 9.2            | 16             | -15            |                |
| Centrum-Demokraterne             | Erhard Jakobsen   | 236,784        | 7.8            | 14             | Nou            |                |
| Socialistisk Folkeparti          | Sigurd Ømann      | 183,522        | 6.0            | 11             | -6             |                |
| Kristeligt Folkeparti            | Jacob Christensen | 123,573        | 4.0            | 7              | Nou            |                |
| Danmarks Kommunistiske Parti (K) |                   | 110,715        | 3.6            | 6              | +6             |                |
| Danmarks Retsforbund (E)         |                   | 87,904         | 2.9            | 5              | +5             |                |
| Venstresocialisterne (Y)         |                   | 44,843         | 1.5            | 0              | -              |                |
| Participació                     | Participació      | 88,7%          | 88,7%          | 88,7%          | 88,7%          | 88,7%          |
| Font                             | Font              | Folketinget.dk | Folketinget.dk | Folketinget.dk | Folketinget.dk | Folketinget.dk |